# Colombo (ópera)
Colombo é um poema lírico (ópera sem encenação) em 4 partes do compositor brasileiro Antônio Carlos Gomes. Estreou no Theatro Lyrico do Rio de Janeiro a 12 de Outubro de 1892. O enredo é baseado em um poema de Albino Falanca, pseudônimo de Aníbal Falcão, político brasileiro e amigo do compositor.